# Nazionale maschile under 19 di pallacanestro degli Stati Uniti d'America
La nazionale di pallacanestro maschile degli Stati Uniti d'America Under-19 è la rappresentativa cestistica Under-19 degli Stati Uniti d'America.
È posta sotto l'egida della USA Basketball e partecipa ai Campionati mondiali FIBA di categoria.

## Palmarès
- 1979: 1º posto
- 1983: 1º posto
- 1987: 2º posto
- 1991: 1º posto
- 1995: 7º posto
- 1999: 2º posto
- 2003: 5º posto

- 2007: 2º posto
- 2009: 1º posto
- 2011: 5º posto
- 2013: 1º posto
- 2015: 1º posto
- 2017: 3º posto
- 2019: 1º posto